# Edward Galway Warren
Edward Galway Warren, britanski general, * 1893, † 1975.